# Rivière Ditton
Pour les articles homonymes, voir Ditton.
La rivière Ditton est un tributaire de la rivière au Saumon (Le Haut-Saint-François). Cette rivière coule dans les municipalités de Chartierville et de La Patrie, dans la municipalité régionale de comté (MRC) Le Haut-Saint-François, dans la région administrative de l'Estrie, dans la province de Québec, au Canada.
La sylviculture constitue la principale activité économique de cette vallée; l'agriculture, en second, surtout dans la partie inférieure.
La surface de la rivière Ditton est habituellement gelée de la mi-décembre à la mi-mars, sauf les zones de rapides; toutefois la circulation sécuritaire sur la glace se fait généralement de la fin-décembre au début de mars.

## Géographie
Les bassins versants voisins de la rivière Ditton sont :
- côté nord : rivière au Saumon (Le Haut-Saint-François) ;
- côté est : rivière au Saumon (Le Haut-Saint-François), rivière Chesham ;
- côté sud : West Branch Magalloway (États-Unis) ;
- côté ouest : rivière Eaton Nord, cours d'eau Labbé.

La rivière Ditton prend sa source au sud du Québec dans le canton d'Emberton, dans les Montagnes Blanches à 0,6 km de la frontière entre le Québec et le New Hampshire, à 1,8 km à l'est de la montagne des Lignes (791 m) et à 1,9 km à l'est du "Third Connecticut Lake" situé dans le "Connecticut Lakes State Forest" au New Hampshire.
Le cours de la rivière Ditton descend sur 22,1 km, selon les segments suivants :
- 5,7 km vers le nord, jusqu'à la confluence d'un ruisseau (venant de l'Est) ;
- 2,0 km vers le nord, jusqu'à la confluence de la rivière Ditton Est (venant de l'Est) ;
- 1,4 km vers le nord, jusqu'à la confluence de la rivière Ditton Ouest (venant du sud ouest) ;
- 0,7 km vers le nord, jusqu'à la limite des cantons de Ditton et d'Emberton ;
- 3,0 km vers le nord, jusqu'à un ruisseau (venant de l'Est) ;
- 2,7 km vers le nord, jusqu'au ruisseau Mining (venant de l'ouest) ;
- 6,6 km vers le nord, jusqu'à son embouchure[2].

La rivière Ditton se déverse sur la rive sud de la rivière au Saumon (Le Haut-Saint-François). Sa confluence est située au sud de la route 212, au sud-ouest de l'intersection de cette dernière route avec la route 257 du village La Patrie.

## Toponymie
Le terme Ditton s'avère un patronyme de famille d'origine britannique.
Le toponyme Ditton a été emprunté à l'appellation d'un important village et une paroisse civile dans le Tonbridge and Malling district de Kent, en Angleterre. Ce toponyme est aussi en usage au Québec pour désigner la rivière Ditton Est et la rivière Ditton Ouest.
Le toponyme rivière Ditton a été officialisé le 5 décembre 1968 à la Commission de toponymie du Québec.